# Galina Ulánova
Galina Ulánova (San Petersburgo, 26 de diciembre de 1909jul./ 8 de enero de 1910greg.-Moscú, 21 de marzo de 1998) fue una legendaria bailarina rusa, hija de los bailarines y profesores Serguéi Ulánov y María Románova. Una de las figuras más respetadas y queridas del mundo del ballet, por muchos considerada la mejor bailarina del siglo pasado y para quien Prokófiev escribió Romeo y Julieta (ella fue la Julieta del ballet Romeo y Julieta por excelencia) y también Cenicienta.
Fue primera bailarina del Teatro Kírov de Leningrado y del Teatro Bolshói de Moscú; tras retirarse, fue profesora durante 35 años. Estudió en Petrogrado con Agrippina Vagánova (1925-1928).
En 1960, pasó a desempeñar el papel de maestra de ballet en el Teatro Bolshói del que fue solista.
Entre sus discípulos se cuentan Yekaterina Maksímova y Vladímir Vasíliev.
Fue sucedida en el Bolshói por Maya Plisétskaya. 
Galina Ulánova, en su totalidad Galina Serguéievna Ulánova, primera ballerina assoluta de la Unión Soviética y una de las mejores bailarinas de ballet del siglo XX. Ulánova se formó en la Escuela Estatal de Coreografía de Leningrado, donde estudió con Agrippina Vagánova. Después de graduarse en 1928, se unió al Teatro Kírov, donde su primera gran creación fue el papel de María en la Fuente de Bakhchisaray de RV Zakharov en 1934. Otra creación importante en Romeo y Julieta en 1940 de Lavrovsky mostró su habilidad como bailarina dramática. También se destacó en ballets clásicos como Giselle y El lago de los cisnes. En 1944 Ulanova fue trasladada al Ballet Bolshoi de Moscú. Su primera aparición fuera de la Unión Soviética fue en Florencia en 1951. Obtuvo reconocimiento popular instantáneo cuando bailó con la compañía Bolshoi de Moscú en la Royal Opera House de Londres en 1956. Viajó con el Bolshoi a varios otros países, haciendo su debut en Estados Unidos en 1959 y ganando elogios para Giselle y Romeo y Julieta (Prokófiev). Sus actuaciones en películas del Ballet Bolshoi hicieron mucho para aumentar el interés mundial por el ballet. Bailarina lírica en la tradición de Anna Pávlova, Ulanova fue considerada la encarnación de la escuela soviética de ballet. Después de retirarse de la danza en 1960, entrenó a jóvenes bailarinas (en particular, la bailarina Yekaterina Maksímova con la obra Giselle), se desempeñó como maestra de ballet del Teatro Bolshoi y ocasionalmente escribió artículos de danza para revistas soviéticas.
Murió en 1998 en Moscú y fue enterrada en el Cementerio Novodévichi.
La vivienda de Ulánova en uno de los rascacielos de Stalin en Moscú, el edificio situado en el malecón Kotélnicheskaya, se conserva hoy como un museo conmemorativo. Se erigieron monumentos a Ulánova en San Petersburgo y otras ciudades.

## Las opiniones sobre Ulánova
- Serguéi Prokófiev: "Es el genio del ballet ruso, su alma esquiva, su poesía inspirada; Ulánova imparte a su interpretación de papeles clásicos una profundidad de expresión desconocida en el ballet del siglo XX."
- Evgeny Mravinsky: "La imagen de Ulánova - suave, frágil y sabia- fue dado a mí en mi primera juventud, y tiene sus raíces en mi corazón y mi memoria para siempre cada encuentro con Ulánova y su arte, cada recuerdo de ella. - Es siempre una gran emoción y felicidad con gracias a ella y gratitud a la suerte de haberla dado a nosotros. ".
- Sviatoslav Richter: "Ulánova ha trazado nuevos caminos en el ballet ... No sólo ha nos ha dado personajes inolvidables, ella ha creado su propio mundo artístico - un reino de la espiritualidad humana ... Ulánova ha transformado ballet en una forma de arte popular. Gracias a ella, incluso sus enemigos más implacables se han convertido en sus seguidores y miles de personas que ahora reconocen el ballet como una necesidad vital ".
- Margot Fonteyn: "No puedo ni siquiera empezar a hablar sobre el baile de Ulánova, es tan maravilloso, me he quedado sin palabras Es la magia ahora que sabemos lo que nos falta..."
- Maya Plisétskaya: "Ulánova ha creado su propio estilo, nos ha instruido para que Ella representa una época, un tiempo Ella tiene su propio sello como Mozart, Beethoven y Prokófiev ha tenido un impacto, que ha... refleja su edad ".
- Arnold Haskell: "Mis recuerdos de Ulánova son, para mí, una parte de la vida misma, con lo que un total de enriquecimiento de la experiencia Para mí, el de ella no son milagros teatrales sino triunfos del espíritu humano ¿Dónde Pávlova era sumamente consciente.. de su audiencia y podría jugar con sus emociones como en un instrumento, Ulánova es remota en un mundo propio, que tenemos el privilegio de penetrar. ella es tan completamente identificado con el personaje que personifica que nada fuera existe. "
- Maya Plisétskaya: "Ella era un ángel y bailaba como uno."